# Penitenciarul-Spital Constanța-Poarta Albă
Penitenciarul-Spital Constanța-Poarta Albă este o unitate de detenție din comuna Poarta Albă, județul Constanța. Clădirea penitenciarului a fost construită în anul 1949 fiind unul dintre locurile unde erau cazați deținuții folosiți la lucrările la Canalul Dunăre-Marea Neagră. Directorul actual al unității este comisarul șef de penitenciare Florentin Muscalu.